# 枝抱盲異蝽
枝抱盲異蝽（学名：Urolabida triramalis）为異尾蝽科盲異蝽屬下的一个种。